# Pérou libre
Pérou libre, officiellement le Parti politique national Pérou libre (en espagnol: Partido Político Nacional Perú Libre; PPNPL), est un parti politique péruvien fondé en 2008.
Issu du Mouvement politique régional Pérou libre créé en 2007, il est formé officiellement en février 2012 sous le nom de Pérou libertaire. En janvier 2019, le nom du parti change pour sa dénomination actuelle.
Il arrive en première place en termes de suffrages aux élections générales de 2021, où il obtient 37 sièges sur 130 au Congrès de la République. Son candidat à l'élection présidentielle organisée simultanément, Pedro Castillo est élu au second tour, avant de quitter le parti l’année suivante.

## Histoire
Pérou libre est fondé par le gouverneur de Junín, Vladimir Cerrón (élu en 2010 et 2018), qui dirige formellement le parti en tant que secrétaire général national.
Le parti a participé aux élections générales péruviennes de 2016, avec Vladimir Cerrón comme candidat, mais a retiré sa candidature présidentielle et ses listes du Congrès le 24 mars,.
Lors des élections parlementaires du 26 janvier 2020, le parti obtient 3,4 % du vote populaire, mais aucun siège au Congrès de la République,,,,.

## Positions politiques
Pérou Libre se définit comme un parti socialiste et marxiste. Il se réclame notamment de la figure de José Carlos Mariátegui.
Le programme de Pérou Libre repose sur trois piliers : la santé, l'éducation et l'agriculture, qu'il compte renforcer pour stimuler le développement du pays.
En ce qui concerne sa politique extérieure, le Pérou libre s'envisage internationaliste et anti-impérialiste. Il fait partie du Forum de São Paulo, qui rassemble des partis politiques et associations de gauche d’Amérique latine. 
Sur le plan sociétal, le candidat du parti à l'élection présidentielle de 2021, Pedro Castillo, s'est prononcé contre les programmes sur l'égalité des sexes et des genres dans l'éducation, ainsi que contre l'IVG, le mariage homosexuel, l'euthanasie et l'immigration clandestine. Il est favorable à la peine de mort (abolie au Pérou en 1979) et à la militarisation de la jeunesse,,. Le parti défend en revanche la dépénalisation de l'avortement.

## Résultats électoraux

### Élections présidentielles
| Année | Candidats      | Candidats        | 1er tour  | 1er tour | 1er tour | 2d tour   | 2d tour | 2d tour  |
| Année | Présidence     | Vice-présidences | Voix      | %        | Rang     | Voix      | %       | Résultat |
| ----- | -------------- | ---------------- | --------- | -------- | -------- | --------- | ------- | -------- |
| 2021  | Pedro Castillo | Dina Boluarte    | 2 724 752 | 18,92    | 1er      | 8 836 380 | 50,13   | Élus     |
| 2021  | Pedro Castillo | Vladimir Cerrón  | 2 724 752 | 18,92    | 1er      | 8 836 380 | 50,13   | Élus     |

### Élections législatives
| Année | Voix      | %     | Rang | Élus     |
| ----- | --------- | ----- | ---- | -------- |
| 2020  | 502 898   | 3,40  | 13e  | 0 / 130  |
| 2021  | 1 724 354 | 13,41 | 1er  | 37 / 130 |